# Zlata
Zlata je ženské křestní jméno. Podle českého kalendáře má svátek 25. září.
Jméno pochází od názvu kovu zlato – jedná se o překlad římského jména Aurelia.

## Další varianty
- Slovensky: Zlata, Zlatica
- Rusky, ukrajinsky: Zlata
- Srbochorvatsky: Zlata, Zlatana, Zlatica, Zlatuša
- Bulharsky: Zlata, Zlatica, Zlatuša

## Statistické údaje
Následující tabulka uvádí četnost jména v ČR a pořadí mezi ženskými jmény ve srovnání dvou roků, pro které jsou dostupné údaje MV ČR – lze z ní tedy vysledovat trend v užívání tohoto jména:
| Rok       | Četnost  | Pořadí      |
| 1999      | 2565     | 154.        |
| 2002      | 2567     | 154.        |
| Porovnání | o 2 více | žádná změna |

Změna procentního zastoupení tohoto jména mezi žijícími ženami v ČR (tj. procentní změna se započítáním celkového úbytku žen v ČR za sledované tři roky) je +0,9%.

## Známé nositelky jména
- Zlata Adamovská – česká herečka
- Zlata Hajdúková – slovenská herečka
- Zlata Ohnevyčová – ukrajinská zpěvačka